# 니 말을 믿으라는 거야
《니 말을 믿으라는 거야》는 2007년에 개봉한 영화이다.

## 출연
- 한여름
- 김혜나
- 안내상
- 권해성
- 우현
- 조련